# Vasile Arimia
Vasile Arimia (n. 1 aprilie 1925, sat Budieni, com. Scoarța, jud. Gorj, România) este un istoric român.

## Viața și activitatea
Vasile Arimia s-a născut la 1 aprilie 1925, în satul Budieni, în familia lui Petre și Maria Arimia, agricultori din aceeași localitate.
Studiile primare le-a urmat în satul natal, apoi a urmat Gimnaziul industrial din Cerăt - Pojogeni, unde a absolvit în 1941. A intrat în producție la fabrica de tâmplărie din Târgu-Jiu, unde după doi ani de lucru și un examen, a obținut carnetul de lucrător. Din 1944 până în 1947 a lucrat ca meseriaș la atelierele C.F.R. din Turnu-Severin și Craiova. În 1947, a fost recrutat pentru îndeplinirea stagiului militar, la Regimentul 2 Grăniceri Brăila, iar în 1948 a fost trimis  la Școala Militară de la Breaza. În 1949 a fost avansat la gradul de sublocotenent și repartizat la Centrul de Instrucție al Pompierilor din Brașov, urmând să fie după repartizat șase luni la Grupul de Pompieri Ploiești și apoi la București. A urmat liceul la București, iar studiile universitare le-a făcut la Facultatea de Istorie din Iași.
Este doctor în istorie (1963). A fost director în Direcția generală a Arhivelor statului București din 1962. În perioada când și-a desfășurat activitatea la Arhivele Statului a fost trecut în rezervă, lucrând  ca „personal civil”.
S-a specializat în organizarea și conservarea fondurilor arhivalice. A adus contribuții în istoria contemporană a României, aducând la cunoștință condițiile istorice concrete în care s-a realizat unirea Transilvaniei cu România în 1918. Totodată, a scris și despre condițiile referitoare la pregătirea și înfăptuirea insurecției din august 1944 și la transformările revoluționare din primii ani după 23 august 1944. A condus pentru o perioadă de timp Revista Arhivelor, care făcea parte din Direcția Generală a Arhivelor Statului, a pregătit și publicat lucrări de informare științifică, cataloage, îndrumătoare, inventare, ediții de documente etc.

## Opere
Listă de opere selective:
- Agravarea situației economice a României în anii 1943-1944, în Revista Arhivelor, 1964.
- Acțiuni greviste premergătoare grevei generale din octombrie 1920, în Revista Arhivelor, 1966.
- Gărzile naționale în lupta pentru înfăptuirea unității de stat a României, în Revista Arhivelor, 1968.
- Consiile naționale române și rolul lor în pregătirea și înfăptuirea unirii Transilvaniei cu România, în Anale de Istorie, 1968.
- Informații documentare în arhivele românești despre un cilian - Francisco Bilbao, în Revista Arhivelor, 1974.
- Aspecte din activitatea P.C.R. pentru educarea și pregătirea maselor populare în vederea eliberării patriei de sub dominația fascistă, în Anale de Istorie, 1974.
- Personalități ale istoriografiei românești în paginile „Revistei arhivelor”, în Revista Arhivelor, 1974.
- Starea de spirit și pregătirea armatei în vederea participării ei la insurecția națională armată antifascistă și antiimperialistă, în „Hunedoara, 30 de ani pe coordonatele socialismului”, Deva, 1974.